# Guckst Du?! Kayas große Kinoshow
Guckst Du?! Kayas große Kinoshow ist eine deutsche Unterhaltungs-Sendung mit Kaya Yanar, die im Frühjahr 2018 auf Sat.1 gesendet wurde.

## Konzept
In jeder Folge werden zu einem bestimmten Filmgenre fünf besondere Filme besprochen und auf unterhaltsame Weise zusammengefasst. Zwei geladene Gäste kommentieren die Filme und können eventuell dazu passende Themen oder Besonderheiten besprechen, so z. B. in einem Quiz.

## Folgen und Gäste
In jeder Folge werden Gastdarsteller eingeladen.

| Nr. (ges.) | Nr. (St.) | Gäste                        | Premiere D    | Thema           |
| ---------- | --------- | ---------------------------- | ------------- | --------------- |
| 1          | 1         | Max Giesinger                | 23. Feb. 2018 | Liebesfilme     |
| 2          | 2         | ?                            | 2. März 2018  | Superhelden     |
| 3          | 3         | Bully Herbig, Luke Mockridge | 9. März 2018  | Deutscher Film  |
| 4          | 4         | Martin Rütter, Paul Panzer   | 16. März 2018 | Animationsfilme |
| 5          | 5         | Bülent Ceylan, Henning Baum  | 23. März 2018 | Science-Fiction |

## Produktion
Im Februar 2018 kündigte Sat.1 die neue Sendung an. Fünf Folgen wurden von Brainpool produziert.